# Homopholis fasciata
Espèce
Synonymes
- Platypholis fasciata Boulenger, 1890
- Homopholis erlangeri Steindachner, 1906
- Homopholis fasciata erlangeri Steindachner, 1906

Homopholis fasciata est une espèce de geckos de la famille des Gekkonidae.

## Répartition
Cette espèce se rencontre en Somalie, en Éthiopie, au Kenya et en Tanzanie.

## Habitat
Ces animaux vivent sous un climat subtropical chaud et humide, avec des températures diurnes entre 25 et 35 °C la journée selon les endroits, et chutant vers 25 °C, rarement moins la nuit. L'hygrométrie est élevée.

## Description
C'est un gecko arboricole et nocturne.

## Reproduction
Les œufs incubent de quatre à cinq mois avant d'éclore.

## En captivité
On rencontre cette espèce en terrariophilie. Il est facile à maintenir en captivité.

## Publications originales
- Boulenger 1890 : First report on additions to the lizard collection in the British Museum (Natural History). Proceedings of the Zoological Society of London, vol. 1890, p. 77—86 (texte intégral).
- Steindachner, 1906 : Über Homopholis Erlangeri (n. Sp.) aus Abessinien, Alestes Sadleri Blgr. [Männchen und Weibchen] aus dem Victoria-Nyansa  und Varicorhinus Tornieri (n. Sp.) aus Deutsch-Kamerun. Annalen des Kaiserlich-Königlichen Naturhistorischen Hofmuseums, Wien, vol. 21, p. 149-155 (texte intégral).